# Bad Boys Blue
«Bad Boys Blue» (Бед Бойс Блю, з англ. Погані хлопці у блакитному) — євродиско-гурт, створений 1984 у Кельні, який за свою чвертьстолітню історію випустив близько 26 хіт-синглів, які потрапили в чарти багатьох країн світу, в тому числі і в США. 
Гурт базується у Великій Британії.
Спочатку гурт хотіли назвати «Bad Guys», потім «Bad Boys», а зупинилися на «Bad Boys Blue», слово «Blue» з'явилося, тому що тоді музиканти виступали у сценічних костюмах блакитного кольору. Cлово bad в жаргоні афроамериканців означає «крутий», «відмінний»; таким чином, Bad Boys в цьому випадку можна перекласти як «Круті хлопці».
У травні 1991 року гурт узяв участь у благодійному Міжнародному фестивалі "Діти Чорнобиля - наші діти".
25 червня 1995 року Bad Boys Blue виступили у Києві, на концерті, присвяченому Дню молоді. Концерт, що зібрав кілька десятків тисяч киян, пройшов на Співочому полі на березі Дніпра. Концерт був для глядачів безплатним; Bad Boys Blue були запрошені на нього дирекцією міжнародного фестивалю Таврійські ігри.
26 травня 2018 року головний соліст гурту Bad Boys Blue - Джон МакІнерні, таємно відвідав Фінал Ліги чемпіонів УЄФА 2018 в Києві, оскільки є вболівальником ФК Ліверпуль.

## Члени гурту
- Ендрю Томас (1984–2005, помер у 2009 році)
- Тревор Тейлор (1984–1989, помер у 2008 році)
- Джон МакІнерні (1984 — по теперішній час)
- Тревор Банністер (1989–1993)
- Мо Рассел (1995–1999)
- Кевін МакКой (2000–2003)
- Карлос Феррейра (2006–2011)
- Кенні «Krayzee» Льюїс (2011)

## Дискографія

### Альбоми
- 1985 — Hot Girls, Bad Boys (Coconut Records) (#50-Німеччина, #9-Швейцарія,, #30-Швеція, #12-Фінляндія)
- 1986 — Heart Beat (Coconut Records)
- 1987 — Love Is No Crime (Coconut Records) (#12-Фінляндія)
- 1988 — My Blue World (Coconut Records) (#48-Німеччина, #20-Фінляндія)
- 1989 — The Fifth (Coconut Records) (#2-Фінляндія)
- 1990 — Game Of Love (Coconut Records) (#7-Фінляндія)
- 1991 — House Of Silence (Coconut Records) (#5-Фінляндія)
- 1992 — Totally (Coconut Records) (#83-Німеччина, #15-Фінляндія)
- 1993 — Kiss (Coconut Records) (#32-Фінляндія)
- 1994 — Completely Remixed (Coconut Records)
- 1994 — To Blue Horizons (Intercord Ton GmbH) (#83-Німеччина, #25-Фінляндія)
- 1996 — Bang Bang Bang (Intercord Ton GmbH)
- 1998 — Back (Coconut Records) (#28-Німеччина, #2-Фінляндія)
- 1999 — ...Continued (Coconut Records) (#38-Німеччина, #21-Фінляндія)
- 1999 — Follow The Light (Coconut Records) (#80-Німеччина)
- 2000 — Tonite (Coconut Records)
- 2003 — Around The World (Bros Music) (#43-Німеччина, #27-Фінляндія)
- 2008 — Heart & Soul (Modern Romantics Productions) (#5-Euro-HiNRG Top 10 Albums Chart, #24-Sales Chart Польща, #70-Album & Compilations Sales Chart Польща, #50 Угорщина)
- 2009 — Rarities Remixed (Coconut Music/Sony BMG)
- 2010 — 25 (The 25th Anniversary Album) (2 CD + DVD) (Coconut Music/Modern Romantics Productions/Sony BMG)
- 2015 — 30 (2 CD) (Coconut Music/Pokorny Music Solutions/Sony BMG)
- 2018 — Heart & Soul (Recharged)
- 2020 — Tears Turning To Ice

### Сингли
- 1984 «L.O.V.E. In My Car»
- 1985 «You're A Woman» (#8-Німеччина, #1-Австрія, #2-Швейцарія, #6-Швеція, #19-Нідерланди, #47-Франція, #1-Польща, #1-Ізраїль, #4-Бельгія, #6-Фінляндія) +
- 1985 «Pretty Young Girl» (#29-Німеччина, #14-Австрія, #30-Швейцарія, #6-Польща, #9-Швеція, #24-Бельгія) +
- 1986 «Bad Boys Blue»
- 1986 «Kisses And Tears (My One And Only)» (#22-Німеччина, #26-Швейцарія, #8-Польща, #15-Фінляндія) +
- 1986 «Love Really Hurts Without You» (#26-Польща) +
- 1986 «I Wanna Hear Your Heartbeat >Sunday Girl<» (#14-Німеччина, #21-Швейцарія, #25-Польща, #15-Фінляндія) +
- 1987 «Gimme Gimme Your Lovin' >Little Lady<»
- 1987 «Kiss You All Over, Baby» (промо)
- 1987 «Come Back And Stay» (#18-Німеччина, #13-Фінляндія) +
- 1988 «Don't Walk Away Susanne» (#44-Німеччина, #20-Польща) +
- 1988 «Lovers In The Sand» (#42-Німеччина)+
- 1988 «Lovers In The Sand (Remix)» (#42-Німеччина)
- 1988 «A World Without You >Michelle<» (#17-Німеччина, #13-Польща) +
- 1988 «A World Without You >Michelle< (Remix)» (#17-Німеччина)
- 1988 «Hungry For Love» (#26-Німеччина, #16-Фінляндія) +
- 1989 «Hungry For Love (Hot-House Sex Mix)» (#26-Німеччина)
- 1989 «Lady In Black» (#16-Німеччина, #6-Фінляндія)
- 1989 «A Train To Nowhere» (#27-Німеччина, #9-Польща, #11-Фінляндія) +
- 1990 «Mega-Mix vol. 1 (The Official Bootleg Megamix, vol. 1)»
- 1990 «How I Need You» (#33-Німеччина, #4-Польща, #15-Фінляндія) +
- 1990 «Queen Of Hearts» (#28-Німеччина, #28-Польща, #3-Фінляндія) +
- 1991 «Jungle In My Heart» (#41-Німеччина, #19-Польща)
- 1991 «House Of Silence» (#5-Фінляндія)
- 1992 «Save Your Love» (#16-Німеччина, #12-Фінляндія, #89-США)+
- 1992 «I Totally Miss You» (#2-Фінляндія)
- 1992 «I Totally Miss You» (США, промо)
- 1993 «A Love Like This»
- 1993 «Kiss You All Over, Baby» (#16-Фінляндія)
- 1994 «Go Go (Love Overload)» (#7-Фінляндія) +
- 1994 «Dance Remixes»
- 1994 «Luv 4 U» (#19-Финляндия, #40-US Hot Dance Club Play)
- 1994 «What Else?»
- 1995 «Hold You In My Arms»
- 1996 «Anywhere»+
- 1998 «You're A Woman ’98» (#52-Німеччина, #17-Фінляндія) +
- 1998 «Come Back And Stay ’98» (Фінляндія, промо)
- 1998 «Save Your Love `98» (Іспанія)
- 1998 «The Turbo Megamix» (#73-Німеччина, #9-Фінляндія) +
- 1998 «From Heaven to Heartache»
- 1998 «The Turbo Megamix vol. 2» (#73-Німеччина)
- 1999 «The-Hit-Pack»
- 1999 «Never Never» (Фінляндія, промо)
- 1999 «Hold You In My Arms»
- 2000 «I'll Be Good»
- 2003 «Lover On The Line» (#72-Німеччина) +
- 2003 «Baby Come Home» (промо)
- 2004 «Babe» (промо)
- 2005 «Hits E.P.» (Іспанія)
- 2008 «Still In Love» (#18-Ballermann Charts, #7-TOP 50 Soundhouse Charts, #5-Disco & Pop Soundhouse Charts, #1-European DJ Charts Top30, #45-Euro-HiNRG Top 50 Club Chart) +
- 2009 «Still In Love»/Almighty Remixes (Велика Британія, промо)
- 2009 «Queen Of My Dreams» (#17-Німеччина, #31-Euro-HiNRG Top 50 Club Chart)
- 2010 «Come Back And Stay Re-Recorded 2010» (physical & digital release) +2
- 2015 «You're A Woman 2015» +
- 2018 «Queen Of My Dreams (Recharged)»
- 2020 «With Our Love» (з Tom Hooker та Scarlett) +
- 2020 «Killers» +
- 2021 «Tears Turning To Ice (Remix)» +

+ — є відеокліп.

### Збірки
- 1988 — «The Best Of - Don't Walk Away Suzanne» (Іспанія)
- 1989 — «Bad Boys Best»
- 1989 — «Super 20»
- 1991 — «You´re A Woman (Star Collection)»
- 1991 — «The Best Of» (Фінляндія)
- 1992 — «More Bad Boys Best»
- 1992 — «More Bad Boys Best vol. 2»
- 1993 — «Bad Boys Blue» (США)
- 1993 — «Dancing With The Bad Boys»
- 1998 — «With Love From Bad Boys Blue… — The Best Of The Ballads»
- 1999 — «Portrait»
- 1999 — «Pretty Young Girl»
- 2001 — «Bad Boys Best 2001»
- 2001 — «The Very Best Of» (Велика Британія)
- 2003 — «In The Mix»
- 2003 — «Gwiazdy XX Wieku — Największe Przeboje» (Польща)
- 2005 — «Hit Collection vol. 1 — You're A Woman»
- 2005 — «Hit Collection vol. 2 — The Best Of»
- 2005 — «The Biggest Hits Of» (Південна Африка)
- 2005 — «Greatest Hits Remixed»
- 2005 — «Hungry For Love»
- 2005 — «Greatest Hits» (2 CD)
- 2006 — «Hit Collection» (3 CD BOX)
- 2008 — «The Single Hits (Greatest Hits)»
- 2009 — «Unforgettable»
- 2010 — «Bad Boys Essential» (3 CD) (Польща)
- 2014 — «The Original Maxi-Singles Collection» (2 CD)
- 2015 — «The Original Maxi-Singles Collection Volume 2» (2 CD)
- 2017 — «The Best Of» (Польща)
- 2018 — «Super Hits 1» (Росія)
- 2018 — «Super Hits 2» (Росія)
- 2019 — «My Star»

### DVD
- 2005 «1985 — 2005 | Video Collection» (Edel)
- 2007 «Bad Boys Best Videos» (SMD)
- 2008 «1985 — 2005 | Video Collection» (Select Musiek) (Південна Африка)
- 2012 «Live On TV» (Coconut)

### VHS
- 1990 «Bad Boys Best» (BMG/Coconut)
- 1993 "Love Overload" (Intercord Ton GmbH)
- 1998 «Bad Boys Best ’98» (BMG/Coconut)

### Відеокліпи, які не увійшли в офіційні збірники кліпів
- 1994 «Go Go (Love Overload)»
- 1996 «Anywhere»
- 2003 «Lover On The Line»
- 2013 «Come Back And Stay 2010 (MS Project RMX — Recut 2013)»
- 2013 «Come Back And Stay 2010 (Alex Twister Edit — Recut 2013)»
- 2015 «You’re A Woman 2015»
- 2020 «Killers»